# Lasse Kolstad
Lars "Lasse" Kolstad, född 10 januari 1922 i Oslo, död där 14 januari 2012, var en norsk skådespelare.
Kolstad debuterade 1943 i Baldevins bröllop på Trøndelag Teater. Han var anställd där 1945–1949 och därefter vid Centralteatret 1949–1950, Edderkoppen Teater 1950–1952, Riksteatret 1952–1956, Det norske teatret 1956–1965, Fjernsynsteatret 1965–1969 och från 1969 åter vid Det norske teatret.
Han gjorde sin filmdebut i Dei svarte hestane 1951 och spelade 1953 huvudrollen i Skøytekongen. Han gjorde sammanlagt 36 film- och TV-roller 1953–2007.
Han var bror till skådespelaren Henki Kolstad och politikern Knut Kolstad.

## Filmografi (urval)
- 1951 – Dei svarte hestane
- 1953 – Skøytekongen
- 1961 – Bussen
- 1961 – Hans Nielsen Hauge
- 1968 – Skipper Worse (TV-serie)
- 1973 – Kanarifuglen
- 1974 – Bortreist på ubestemt tid
- 1974 – Ön vid världens ände
- 1975 – Fru Inger til Østråt
- 1979 – Olsenbanden och Dynamit-Harry letar olja
- 1981 – Fleksnes fataliteter (TV-serie)
- 1983 – SK 917 har just landat! (TV-serie)
- 1985 – Kong Lear (TV-serie)
- 1986–1987 – De unges forbund (TV-serie)
- 1989 – Den nye kapellanen (kortfilm)
- 1992 – Flaggermusvinger
- 1993 – Solens sønn og månens datter (TV-serie)
- 1994 – The julekalender (TV-serie)
- 1996 – Sånt är livet
- 2003 – Olsenbanden jr. under ytan
- 2007 – Hunter (TV-serie)